# Carrow Road
Carrow Road – stadion piłkarski, położony w mieście Norwich, Anglia. Oddany został do użytku w 1935 roku. Od tego czasu swoje mecze na tym obiekcie rozgrywa zespół Norwich City F.C. Jego pojemność wynosi 27 244 miejsc. Rekordową frekwencję, wynoszącą 43 984 osób, odnotowano w 1963 roku podczas meczu ligowego pomiędzy Norwich City F.C. a Leicester City F.C.